# María Fassi
María Fassi (Pachuca, 25 de marzo de 1998) es una golfista mexicana que participó en los Juegos Olímpicos de Tokio 2020 y Juegos Olímpicos de París 2024, donde compitió junto a Gabriela López Butrón.
En 2018 fue galardonada como la mejor jugadora de golf femenino en la rama universitaria de Estados Unidos; mientras que, en 2019 recibió el galardón Honda Sports Award, por ser la mejor golfista colegial femenina.

## Trayectoria deportiva
María Fassi comenzó a jugar golf desde los 7 años y en 2015 formó parte del equipo mexicano que participó en los Juegos Panamericanos de 2015.
Además, es parte de Ladies Professional Golf Association (LPGA) la organización más importante de golf femenil en el mundo.
En Tokio 2020 culminó en la posición número 23, y fue declarada como la mejor golfista latinoamericana de la justa veraniega.

## Palmarés
| Año  | Lugar          | Medalla        | Competición                                    |
| ---- | -------------- | -------------- | ---------------------------------------------- |
| 2015 | Estados Unidos | Medalla de oro | Spirit International Amateur Golf Championship |

## Premios y reconocimientos
- En 2019 fue campeona de golf femenil de la Asociación Nacional Deportiva Universitaria de la Universidad de Arkansas.[6]
- En 2019 posicionó en segundo lugar en el Campeonato Amateur de Mujeres de Augusta National.[8]
- En 2019 fue Campeona de la División I de la Asociación Nacional de Atletas Colegiados (NCAA).[9]
- En 2019 fue galardonada como atleta femenil del año en la Conferencia del Sureste (SEC) y jugadora del año de la Women's Golf Coaches Association.[10][11]
- En 2018 recibió el trofeo Annika, dedicado a la mejor golfista universitaria.[8]